# Alina Marushchak
Alina Marushchak –en ucraniano, Аліна Марущак– (6 de marzo de 1997) es una deportista ucraniana que compite en halterofilia.
Ganó una medalla de oro en el Campeonato Mundial de Halterofilia de 2021 y dos medallas en el Campeonato Europeo de Halterofilia, oro en 2021 y plata en 2022.

## Palmarés internacional
| Campeonato Mundial | Campeonato Mundial   | Campeonato Mundial | Campeonato Mundial |
| Año                | Lugar                | Medalla            | Categoría          |
| ------------------ | -------------------- | ------------------ | ------------------ |
| 2021               | Taskent (Uzbekistán) | Medalla de oro     | 81 kg              |
| Campeonato Europeo |                      |                    |                    |
| Año                | Lugar                | Medalla            | Categoría          |
| 2021               | Moscú (Rusia)        | Medalla de oro     | 81 kg              |
| 2022               | Tirana (Albania)     | Medalla de plata   | 81 kg              |